# Гвасалия, Григорий Алексеевич
Григорий Алексеевич Гвасалия (1900 год, Сухумский округ, Кутаисская губерния, Российская империя — 1968 год, Гагрский район, Абхазская АССР, Грузинская ССР, СССР) — председатель колхоза имени Берия Гагрского района Абхазской АССР, Грузинская ССР. Герой Социалистического Труда (1949).

## Биография
Родился в 1900 году в крестьянской семье в одном из сельских населённых пунктов Сухумского округа Кутаисской губернии.
В начале 1930-х годов участвовал в коллективизации, был одним из основателей колхоза имени Берия Гагрского района с центральной усадьбой в селе Колхида (в Пицунде был одноимённый колхоз, председателем которого был Герой Социалистического Труда Авксентий Константинович Гурцкая). В середине 1930-х годов был назначен председателем колхоза этого же колхоза. За успешное руководство колхозом был награждён в 1941 году — Орденом «Знак Почёта» и в 1948 году — Орденом Октябрьской Революции.
В 1948 году колхоз имени Берия собрал в среднем по 16,7 центнеров листьев табака сорта «Самсун № 27» с каждого гектара на участке площадью 12,5 гектаров. Указом Президиума Верховного Совета СССР от 3 мая 1949 года «за получение высоких урожаев кукурузы и табака в 1948 году» удостоен звания Героя Социалистического Труда с вручением ордена Ленина и золотой медали «Серп и Молот».
Этим же указом званием Героя Социалистического Труда были награждены агроном Григорий Эрастович Топурия, табаководы Иосиф Хачикович Арзуманян, Марта Артиновна Задыкян и Николай Георгиевич Ушверидзе.
После выхода на пенсию проживал в селе Колхида (с 1992 года — посёлок Псахара).
Скончался в 1968 году, похоронен на Колхидском кладбище Гагры.
Награды
- Герой Социалистического Труда
- Орден Ленина
- Орден «Знак Почёта» (24.02.1941) — в связи с 20-летним юбилеем Грузинской Советской Социалистической Республики, за достижения в развитии промышленности, сельского хозяйства, науки и искусства[1].